# Vasyl Davydjak
Vasyl Davydjak, ukrajinsky: Василь Давидяк, též Basilus Dawydiak (25. listopadu 1850 Rudnyky – 10. února 1922 Lvov), byl rakouský řeckokatolický duchovní a politik ukrajinské (rusínské) národnosti z Haliče, na počátku 20. století poslanec Říšské rady.

## Biografie
Působil coby farář ve Lvově. Pocházel z rodiny rolníka. Absolvoval gymnázium a Lvovskou univerzitu. Byl konzistorním radou. Angažoval se veřejně i politicky. Zastával funkci člena spolku Narodnyj dom a Ruskaja rada ve Lvově. Vyučoval na lvovském kněžském semináři. Byl přítelem Ivana Franka.
Byl řeckokatolickým duchovním. Patřil mezi moskofilské (proruské) představitele ukrajinské společnosti v Haliči. Byl poslancem Haličského zemského sněmu.
Působil také coby poslanec Říšské rady (celostátního parlamentu Předlitavska), kam usedl ve volbách do Říšské rady roku 1907, konaných poprvé podle všeobecného a rovného volebního práva. Byl zvolen za obvod Halič 57. Po volbách roku 1907 byl uváděn coby člen poslaneckého Starorusínského klubu.
Jeho synem byl právník a veřejný činitel Jevhen Davydjak (1879–1962).